# Itatuba (ort)
Itatuba är en ort i Brasilien.   Den ligger i kommunen Itatuba och delstaten Paraíba, i den östra delen av landet, 1 600 km nordost om huvudstaden Brasília. Itatuba ligger 115 meter över havet och antalet invånare är 4 951.
Terrängen runt Itatuba är platt åt sydost, men åt nordväst är den kuperad. Närmaste större samhälle är Ingá, 10,8 km norr om Itatuba.
Omgivningarna runt Itatuba är huvudsakligen savann. Runt Itatuba är det ganska glesbefolkat, med 34 invånare per kvadratkilometer.